# UFC 183
UFC 183: Silva vs. Diaz（ユーエフシー・ワンエイティスリー：シウバ・バーサス・ディアス）は、アメリカ合衆国の総合格闘技団体「UFC」の大会の一つ。2015年1月31日、ネバダ州ラスベガスのMGMグランド・ガーデン・アリーナで開催された。

## 大会概要
本大会ではアンデウソン・シウバとニック・ディアスによるミドル級ワンマッチが組まれた。

### カード変更
負傷などによるカードの変更は以下の通り。
- ディエゴ・ブランダオン vs. ジミー・ヘッテス → ヘッテスの体調不良により中止

## 試合結果

### アーリープレリム
第1試合 ミドル級ワンマッチ 5分3R
○  チアゴ・サントス vs.  アンディ・エンズ ×
1R 1:56 TKO（パウンド）
第2試合 ミドル級ワンマッチ 5分3R
○  イルデマール・アルカンタラ vs.  ヒカルドソン・モレイラ ×
3R終了 判定2-1（29-28、28-29、29-28）

### プレリミナリーカード
第3試合 ミドル級ワンマッチ 5分3R
○  ハファエル・ナタル vs.  トム・ワトソン ×
3R終了 判定3-0（30-27、30-27、30-26）
第4試合 59kg契約ワンマッチ 5分3R
○  ジョン・リネカー vs.  イアン・マッコール ×
3R終了 判定3-0（29-28、29-28、29-28）
※リネカーの体重超過によりフライ級から変更。
第5試合 ミドル級ワンマッチ 5分3R
○  デレク・ブランソン vs.  エド・ハーマン ×
1R 0:36 TKO（左ストレート→パウンド）
第6試合 女子バンタム級ワンマッチ 5分3R
○  ミーシャ・テイト vs.  サラ・マクマン ×
3R終了 判定2-0（29-28、29-27、28-28）

### メインカード
第7試合 ウェルター級ワンマッチ 5分3R
○  チアゴ・アウベス vs.  ジョーダン・メイン ×
2R 0:39 KO（右ミドルキック）
第8試合 ミドル級ワンマッチ 5分3R
○  ターレス・レイチ vs.  ティム・ボッシュ ×
2R 3:45 TKO（肩固め）
第9試合 ライト級ワンマッチ 5分3R
○  アル・アイアキンタ vs.  ジョー・ローゾン ×
2R 3:34 TKO（スタンドパンチ連打）
第10試合 81.6kg契約ワンマッチ 5分3R
○  タイロン・ウッドリー vs.  ケルヴィン・ガステラム ×
3R終了 判定2-1（28-29、29-28、30-27）
※ガステラムの体重超過によりウェルター級から変更。
第11試合 ミドル級ワンマッチ 5分5R
○  アンデウソン・シウバ vs.  ニック・ディアス ×
5R終了 判定3-0（49-46、50-45、50-45）
※両者の薬物検査失格によりノーコンテスト。

### 各賞
ファイト・オブ・ザ・ナイト： ターレス・レイチ vs. ティム・ボッシュ
パフォーマンス・オブ・ザ・ナイト： ターレス・レイチ、チアゴ・アウベス
各選手にはボーナスとして5万ドルが支給された。